# LOCOS
LOCOS, сокращение от LOCal Oxidation of Silicon, «локальное окисления кремния» — микротехнологический процесс, в котором диоксид кремния формируется в выбранной зоне на кремниевой подложке, имеющей Si—SiO2 структуру в более низкой точке, чем остальная поверхность кремния.
Эта технология была разработана чтобы изолировать МОП-транзисторы друг от друга.
Основная цель заключается в создании изоляционной структуры оксида кремния, которая проникает под поверхность пластины, так что Si—SiO2 структура проходит по более низкой точке, чем остальная часть поверхности кремния. Для этого используется термическое оксидирование выбранных мест вокруг транзисторов. Кислород, проникая в глубь пластины, взаимодействует с кремнием и превращает его в оксид кремния. Таким образом изолирующий барьер ограничивает транзистор от перекрестных помех.